# Raspršeni otoci Indijskog oceana
Francuski razbacani otoci (Îles éparses ili Îles éparses de l'océan indien (hrvatski: Raspršeni ili Razasuti otoci u Indijskom oceanu) su koraljni otoci pod francuskim suverenitetom.

## Zemljopis
Otoci su nenaseljeni i na njima se nalaze automatizirane meteorološke postaje, osim na Tromelinu. Otoci se smatraju prirodnim rezervatima. Otocima upravlja prefekt TAAF-a, sa sjedištem na Reunionu. Neki od ovih otoka su predmet spora između Madagaskara, Komora i Francuske.

### Otoci uMozambičkom kanalu
Na jugu kanala :
- Bassas da India : zajedno s 10 otočića (21°27′ sjever, 39°45′ istok).
- Europa : 28 km² površine, 330 km sjeveroistočno od Tuléara i 500 km od obale Afrike, zajedno s još 8 otočića (22°20′sjever, 40°22′istok).

U sredini najužeg dijela kanala:
- Juan de Nova : 4,4 km², nalazi se 600 km jugozapadno od otoka Mayotte i 280 km od afričke obale Mozambika (17°03′ sjever, 42°45′ istok).

Sjeveroistočno od otočja Komora i od francuskog otoka Mayotte :
- otočje Glorieuses : 5 km² s dva manja otočića, otoci Roches Vertes i otok Crabes, (11°30′ sjever, 47°20′ istok). Gospodarska zona Glorieusesa, koji se nalaze sjeverno od Madagaskara predstavlja površinu od 48 350 km².

### Sjeverno odRéuniona
- Tromelin : 1 km² kojih nestalno nastanjuju 19 meteorologa (15°52′ sjever, 54°25′ istok).

Površina mora i gospodarske zone kojom gospodari Francuska oko ovog otoka je 280 000 km².

## Vanjske poveznice
- Prezentacija îles éparses  Arhivirana inačica izvorne stranice od 28. travnja 2016. (Wayback Machine), Francusko prekomorsko ministarstvo
- Tekst o promjenama 3. siječnja 2005.

|  | Portal Francuske – Pristup člancima s tematikom o Francuskoj. |